# Hannahalli Doddi, Maddur
Hannahalli Doddi là một làng thuộc tehsil Maddur, huyện Mandya, bang Karnataka, Ấn Độ.